# Nikaragua na Letnich Igrzyskach Olimpijskich 1984
Nikaraguę na Letnich Igrzyskach Olimpijskich 1984 reprezentowało sześcioro zawodników. Był to 5. start reprezentacji Nikaragui na letnich igrzyskach olimpijskich.

## Skład kadry

### Baseball
Baseball na igrzyskach w 1984 był dyscypliną pokazową, dlatego nie przyznawano za niego medali. Drużyna Nikaraguańska zajęła 6. miejsce, na 8 uczestniczących reprezentacji.

### Boks
Mężczyźni
- Gustavo Cruz – waga kogucia – 17. miejsce
- Omar Méndez – waga lekka – 17. miejsce
- Mario Centeno – waga lekkośrednia – 17. miejsce

### Podnoszenie ciężarów
Mężczyźni
- Alfredo Palma – waga piórkowa – 17. miejsce
- Luis Salinas – waga ciężka I – niesklasyfikowany